# Opération Nickel Grass

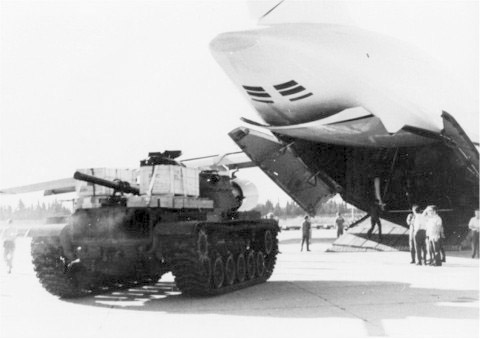
Un char M60 débarquant d'un C-5 Galaxy au cours de l'opération Nickel Grass.

Le nom d'opération Nickel Grass est donné en 1973 à l'opération de pont aérien mise en place par les États-Unis afin de livrer des armes à Israël pendant la guerre du Kippour. C'est en tout plus de 20 500 tonnes de chars, d'artillerie, de munitions et de matériel que l'US Air Force envoie à l'aide d'avions de transport C-141 Starlifter et C-5 Galaxy américains, et ce durant 32 jours à compter du 14 octobre 1973. Cette opération doit permettre aux militaires israéliens de faire face aux attaques militaires égyptiennes et syriennes qui ont débuté le 6 octobre, et à remplacer les précédentes pertes matérielles de l'état hébreu.
Les Etats-Unis répondent ainsi également aux Soviétiques, qui avaient mis en place un pont aérien pour ravitailler en armes les Syriens quatre jours auparavant.
Le soutien américain à l'État hébreu est interprété comme un affront par les pays arabes. Ceux qui, parmi ces derniers, sont membres de l'Organisation des pays exportateurs de pétrole décident de mettre à exécution leur menace de se servir du pétrole comme d'une « arme » et optent pour un embargo complet sur le pétrole vis-à-vis des États-Unis et pour une limitation des exportations vers les autres pays. Cette décision est une des raisons de la crise pétrolière de 1973.